# Saunders-Roe Princess
Saunders-Roe SR.45 Princess byl šestimotorový létající člun vyvinutý britskou společností Saunders-Roe. První prototyp poprvé vzlétl roku 1952. Vývoj letounu zdržovaly problémy s motory a následně pro něj již nebylo využití. Proto byly postaveny pouze tři prototypy, z nichž létal jen první. Dodnes je to největší postavený celokovový létající člun (překonal jej pouze Hughes H-4 Hercules).

## Historie

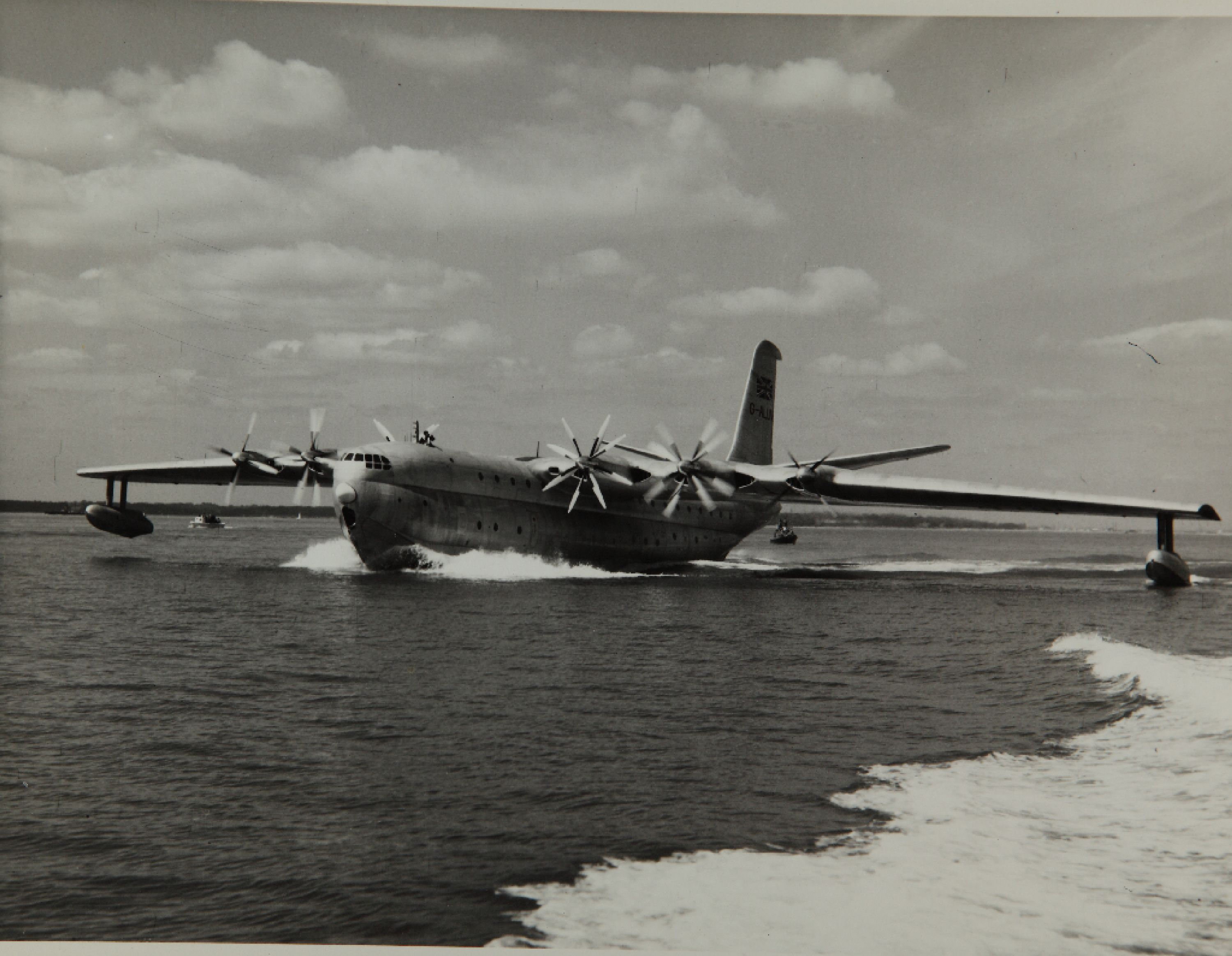
Saro Princess

V meziválečném období byly na transatlantické lety nasazovány různé typy velkých létajících člunů (Dornier Do X, Boeing 314 Clipper aj.), které byly po druhé světové válce vytlačeny dopravními letouny startujícími z letišť na pevnině. Ve prospěch pozemních strojů hrál technologický pokrok v konstrukci letadel a motorů, zlepšování jejich letových výkonů, zvyšování jejich spolehlivosti či snižování provozních nákladů. Mezi společnosti, které se ještě po válce pokusily prosadit s velkým dopravním létajícím člunem, patřil britský letecký výrobce Saunders-Roe.
Práce na letounech začaly ještě za války. Vývoj a stavbu tří prototypů označených SR.45 Princess objednalo roku 1946 ministerstvo zásobování s cílem nasadit je na zámořské linky aerolinek British Overseas Airways Corporation (BOAC). Měl se stát větší a luxusnější náhradou létajících člunů Short Empire. Bez mezipřistání měl dopravit 105 cestujících ze Southamptonu do New Yorku. První prototyp letounu nesl imatrikulaci G-ALUN. Jeho první let proběhl 22. srpna 1952. V letech 1952–1954 vykonal 46 zkušebních letů o délce 100 hodin. Dvakrát vystoupil na aerosalonu ve Farnborough. Vývoj zdržovaly problémy s motory Proteus. V době nástupu proudových dopravních letounů navíc pro typ nebylo využití. Společnost BOAC preferovala dopravní letoun de Havilland Comet a s létajícími čluny nepočítala. Tři prototypy proto byly uskladněny (do vzduchu se dostal pouze první). Roku 1958 americké námořnictvo zvažovalo jejich přestavbu na experimentální jaderný pohon, ale z plánů sešlo. Ještě v roce 1964 se uvažovalo o jejich reaktivaci pro přepravu částí nosných raket, jejich technický stav však již byl velmi špatný. Proto byly sešrotovány.

## Konstrukce

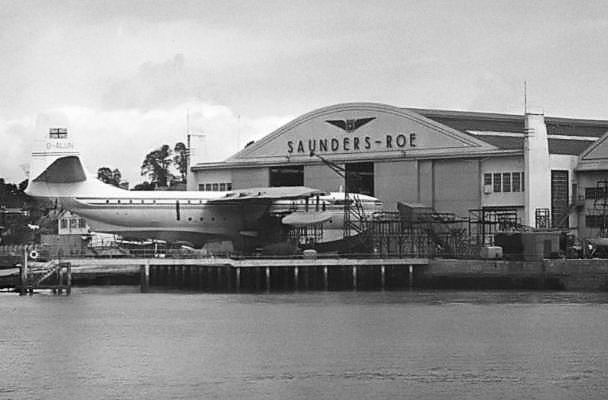
Saro Princess v dílnách v East Cowesu v září 1954

Saro Princess byl rozměrný hornoplošník s přetlakovým trupem, ve kterém byly dvě paluby pro cestující. Posádku tvořili dva piloti, dva letečtí mechanici, navigátor a radista. Letoun pohánělo deset turbovrtulových motorů Bristol Proteus rozdělených do šesti skupin. Čtyři vnitřní sestavy tvořily vždy páry Proteusů (Coupled-Proteus 610) pohánějící dvojici protiběžných čtyřlistých vrtulí de Havilland. Na koncích byl jeden Proteus 620 pohánějící čtyřlistou vrtuli de Havilland v jednoduché instalaci s možností reverzního chodu (pro manévrování na hladině).

## Specifikace
Údaje dle

### Technické údaje
- Posádka: 6
- Náklad: 105 cstujících, 62 142 kg nákladu
- Rozpětí: 69,9 m
- Délka: 45,11 m
- Výška: 16,99 m
- Nosná plocha: 466,3 m2
- Hmotnost prázdného letounu: 86 183 kg
- Maximální vzletová hmotnost: 156 501 kg
- Pohonné jednotky: 8× turbohřídelový motor Bristol Coupled-Proteus 610
2× turbohřídelový motor Bristol Proteus 620
- Výkon pohonné jednotky: 8× 5000 hp (3700 kW, Coupled-Proteus 610); 2× 2500 hp (1900 kW, Proteus 620)

### Výkony
- Maximální rychlost v 11 000 m: 610 km/h
- Cestovní rychlost v 9900 m: 580 km/h
- Dostup: 12 000 m
- Dolet: 9210 km
- Vytrvalost: 15 h